# Charles Spindler
Pour les articles homonymes, voir Spindler.
Charles Spindler né le 11 mars 1865 à Bœrsch et mort le 3 mars 1938 à Saint-Léonard est un peintre, illustrateur, ébéniste, écrivain et photographe français.
Il fait partie du cercle de Saint-Léonard et est le créateur de la Revue alsacienne illustrée.

## Biographie

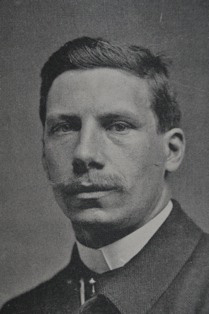
Portrait de Charles Spindler, photographie anonyme.

Charles Spindler est le neveu du portraitiste et peintre de genre Louis-Pierre Spindler.
Il est né à Bœrsch, dans la première maison à gauche en rentrant dans le village par la Porte Haute (au sud).
Après le décès de son père en 1875, sa mère Marie Célestine Spindler et lui s'installent à Strasbourg. Il entre au collège Saint-Étienne et assiste au cours de dessin de la veuve du peintre Théophile Schuler. Entre 1882 et 1888, il étudie à Düsseldorf, Munich et Berlin. Lors d'un séjour en Alsace en 1886, il se lie avec Anselme Laugel, un ancien voisin de Saint-Léonard. Il s'y installe alors à son tour en 1891. En 1902, il se marie avec Jeanne Rippel, originaire de Strasbourg.
À partir de 1899, Charles Spindler s'entoure d'artistes et d'artisans pour former le cercle de Saint-Léonard. Le but de ce groupe est de susciter un mouvement d'art industriel à l'imitation de ce qui se fait par ailleurs en Allemagne ou en Grande-Bretagne. Les principaux membres sont Paul Braunagel et Auguste Cammissar pour le vitrail, les frères von Zschock pour la ferronnerie, Léon Elchinger et Wingerter pour la céramique, Jacquemin, J.-J. Graff et Lienhardt pour l'ébénisterie.
En 1898 il lance la revue alsacienne illustrée en bilingue dans le but de faire découvrir les facettes artistiques de l'Alsace. Quelques années plus tard, le docteur Pierre Bucher en assure la direction.
Il a tenu régulièrement son journal pour occuper ses insomnies dues à des crises de goutte, maladie qu’on ne savait pas encore soigner. La partie allant du 25 juillet 1914 au 28 avril 1919 a été publiée en 1925. C’est un document incomparable qui restitue l’état d’esprit de la population pendant la Première Guerre mondiale car, malgré son patriotisme français évident, il reste objectif et témoigne de ce qu’il entend dire autour de lui.
À la date du 6 décembre 1914, il écrit :

« Aujourd’hui dimanche, visite du notaire H., de Strasbourg, avec quelques amis ; parmi eux, le potier W. de Betschdorf, le jeune peintre D., de Gresswiller. Court et gros, l’œil spirituel et malicieux, le notaire offre le type de l’habitué de la Taverne. Il est plein d’anecdotes contre les Boches, car c’est, paraît-il, le surnom qu’on donne maintenant en France aux Allemands. »

Le livre est d’autant plus savoureux que, si les propos tenus en allemand ou en alsacien sont traduits, de façon d’ailleurs fort brillante (« Wir sind fürchterlich blamiert » devient « On va se ficher de nous, et comment ! »), souvent le texte original est donné en note ou immédiatement après.
La partie du journal postérieure au 28 avril 1919 est inédite. Le 24 mars 2006 Jean-Marie Gyss a prononcé à la salle des fêtes de Bœrsch une conférence où il a parlé de la suite du journal, qui s'arrête pratiquement en 1928. De cette conférence, il apparait que l'enthousiasme patriotique de Spindler est bien vite retombé devant les maladresses des autorités françaises et que ce patriote français a été outré par les exactions commises contre les Allemands. Étant encore bien vu, il a réussi à intervenir utilement en faveur de quelques-uns mais cette attitude modérée, dans le climat exalté de l'époque, a commencé à lui valoir des inimitiés. Nombre de ses proches ont rompu avec lui quand, à l'occasion du procès des autonomistes de Colmar, il est venu témoigner en faveur d'un autonomiste, innocent des faits dont on l'accusait. À pareille époque, une telle publication aurait paru un soutien à la cause autonomiste qu’il n’a jamais soutenue.
Dans ses Mémoires inédites publiées 70 ans après sa mort il mâche encore moins ses mots. Sur Hansi, dont la légende fait son ami, il écrit :

« Hansi, un singe mal bâti, le dos voûté, une figure de gavroche aux traits flétris sur un corps trop grand, le regard méfiant et fuyant, un débit nasillard, ressemble à un Boche qui aurait voulu se donner des allures de rapin français. »

Cet ouvrage rassemble ses souvenirs allant de 1889 à 1914 et a été rédigé après 1928, quand il a cessé de tenir son journal. C'est un ouvrage essentiel pour qui s'intéresse à la vie artistique et intellectuelle de l'Alsace avant 1914. Par ailleurs, bien que profondément déçu par la politique française en Alsace après 1918, il cherche toujours à rester objectif dans ce domaine et constate que :

« La guerre a été provoquée surtout par la bêtise et la maladresse des hommes d'État allemands, et elle se serait déclenchée aussi bien avec ou sans le redressement de l'Alsace ; de même qu'une Alsace absolument germanisée n'eût pas été un empêchement à la désannexion par la France. »

Une partie de son travail est protégée par l'inscription à l'inventaire complémentaire des monuments historiques, catégorie mobilier : ils sont conservés à la mairie d'Étampes, ou à Soultz-sous-Forêts.
Son fils Paul Spindler (1906-1980) a tourné beaucoup de films amateurs durant sa vie dans toute l'Alsace. Sur beaucoup de ces pellicules, essentiellement en 9,5 mm, en 8 mm et en Super 8, Charles Spindler apparaît à de nombreuses reprises dans les villes et villages de la région pendant les années 1920 et 1930. Ce fonds de films amateurs est aujourd'hui conservé par l'Association MIRA-Mémoire des images réanimées d'Alsace, cinémathèque numérique alsacienne créée en 2006 et basée à Strasbourg.

## Œuvre

### Mobilier
Charles Spindler découvre fortuitement la marqueterie en 1893, art qui devient pour lui son moyen d'expression artistique préféré. Ses premiers meubles sont réalisés sous l'inspiration du Jugendstil tout en préservant son enracinement dans l'art populaire alsacien.
Il participe à de multiples expositions et obtient des distinctions pour ses œuvres (grand prix à l'Exposition universelle de 1900 à Paris pour Le Salon de Musique, Highest Award à l'Exposition universelle de 1904 de Saint Louis).
Le galeriste Jean Brolly témoigne : « Aux yeux de mes parents, qui étaient commerçants [à Strasbourg], l'art était chose secondaire. On trouvait chez eux les incontournables marqueteries de Charles Spindler. »

Œuvres de Charles Spindler conservées au musée d'Art moderne et contemporain de Strasbourg
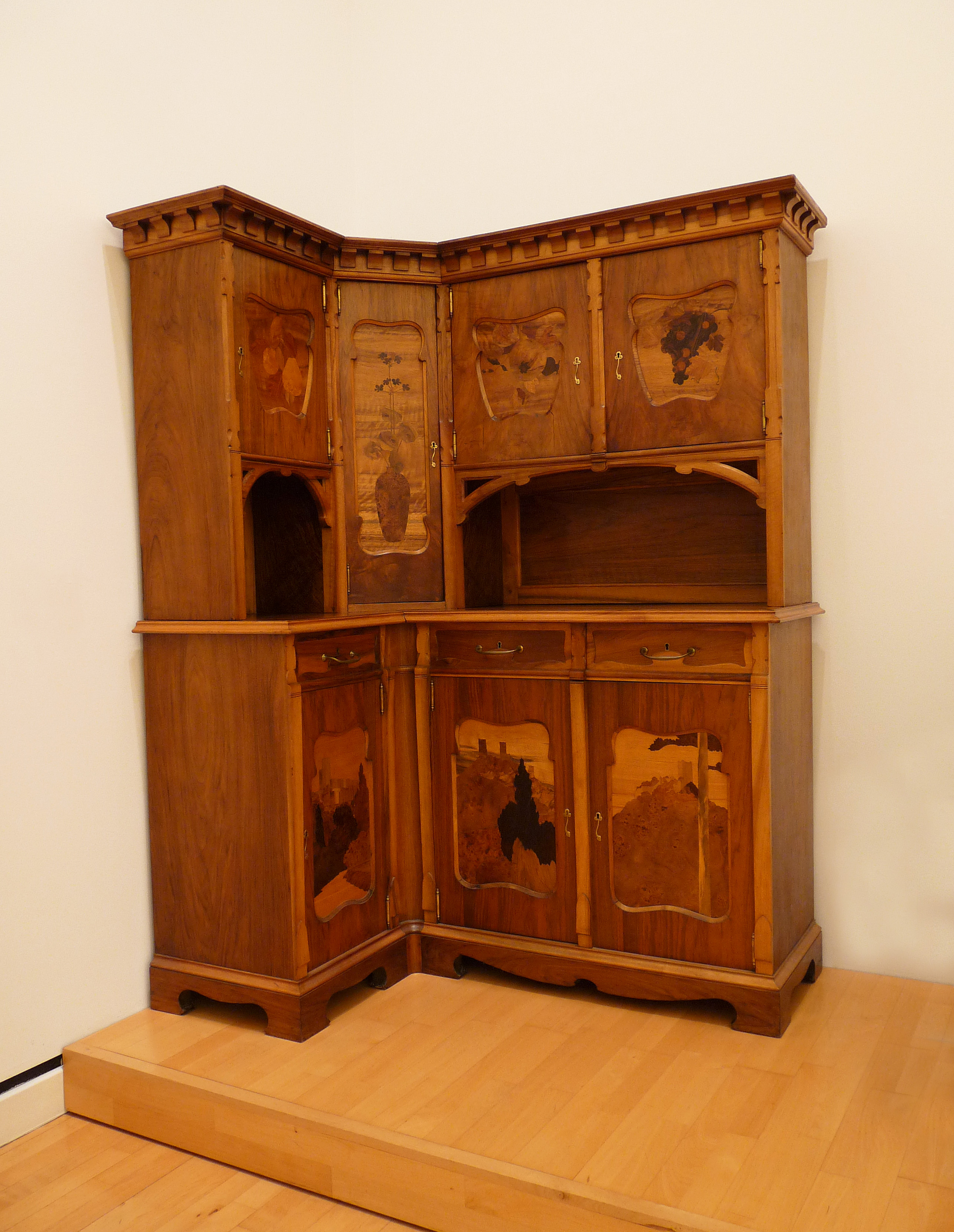
Buffet (vers 1900).
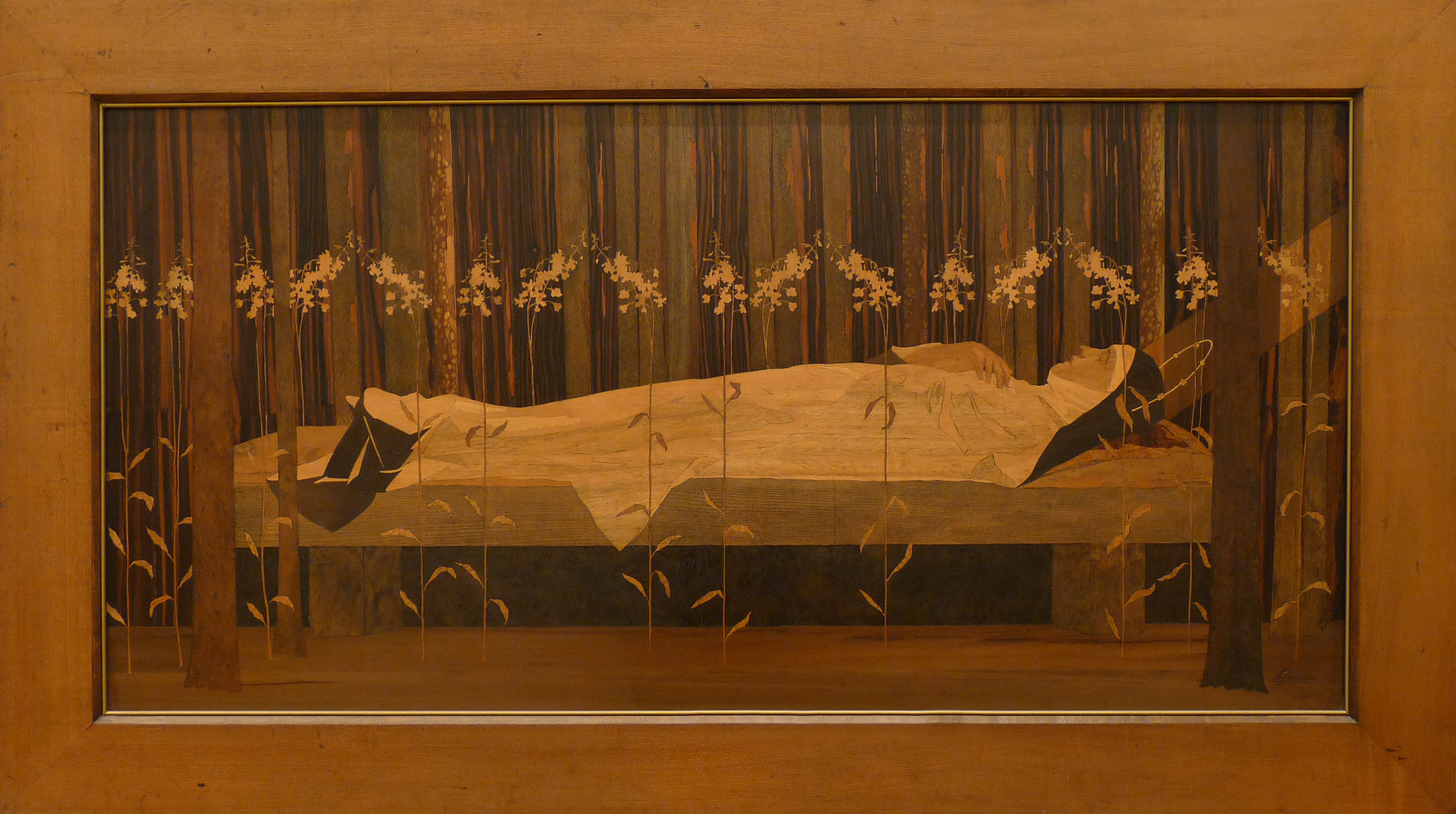
Sainte Odile sur son lit de mort, panneau de marqueterie (vers 1900).
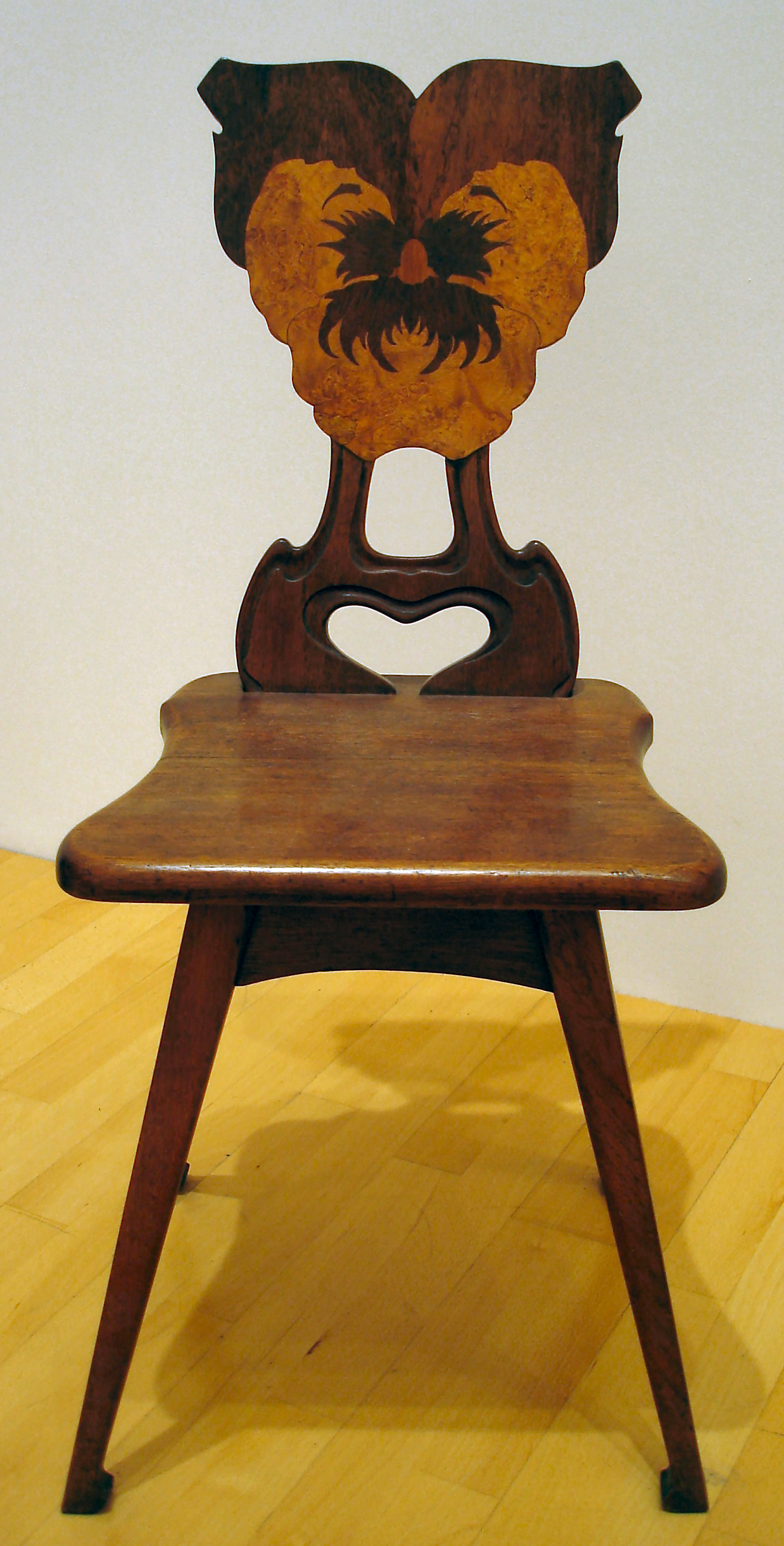
Chaise à dossier pensée (1908).
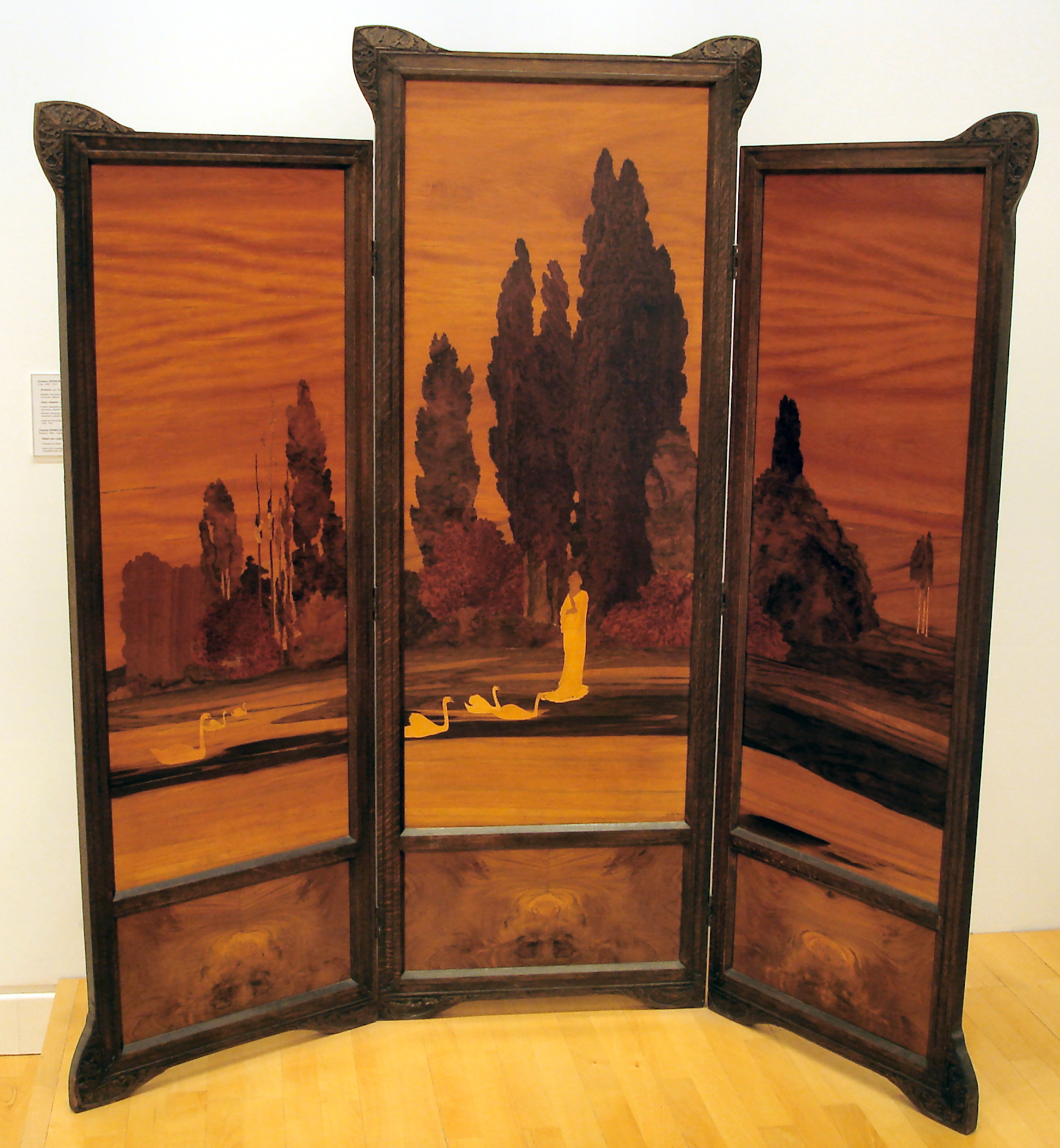
Dame aux cygnes, paravent en chêne.
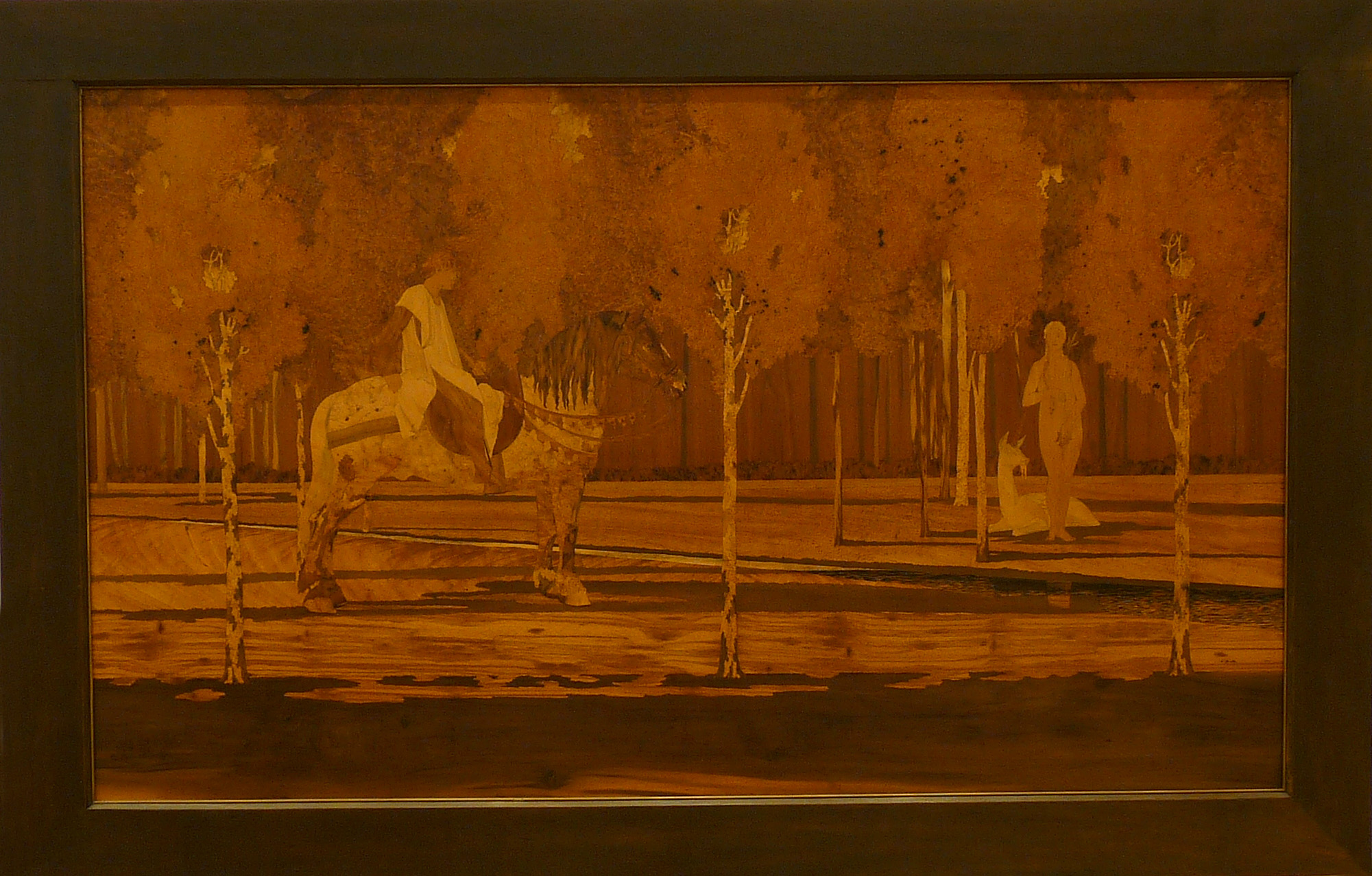
La Dame à la licorne, panneau de marqueterie (1925).

### Images alsaciennes
Entre 1893 et 1896, sur une idée du dessinateur bavarois Joseph Sattler, Charles Spindler publie les Images alsaciennes (Elsaesser Bilderbogen), une série de planches illustrant les histoires et légendes d'Alsace.

Planches extraites des Images alsaciennes
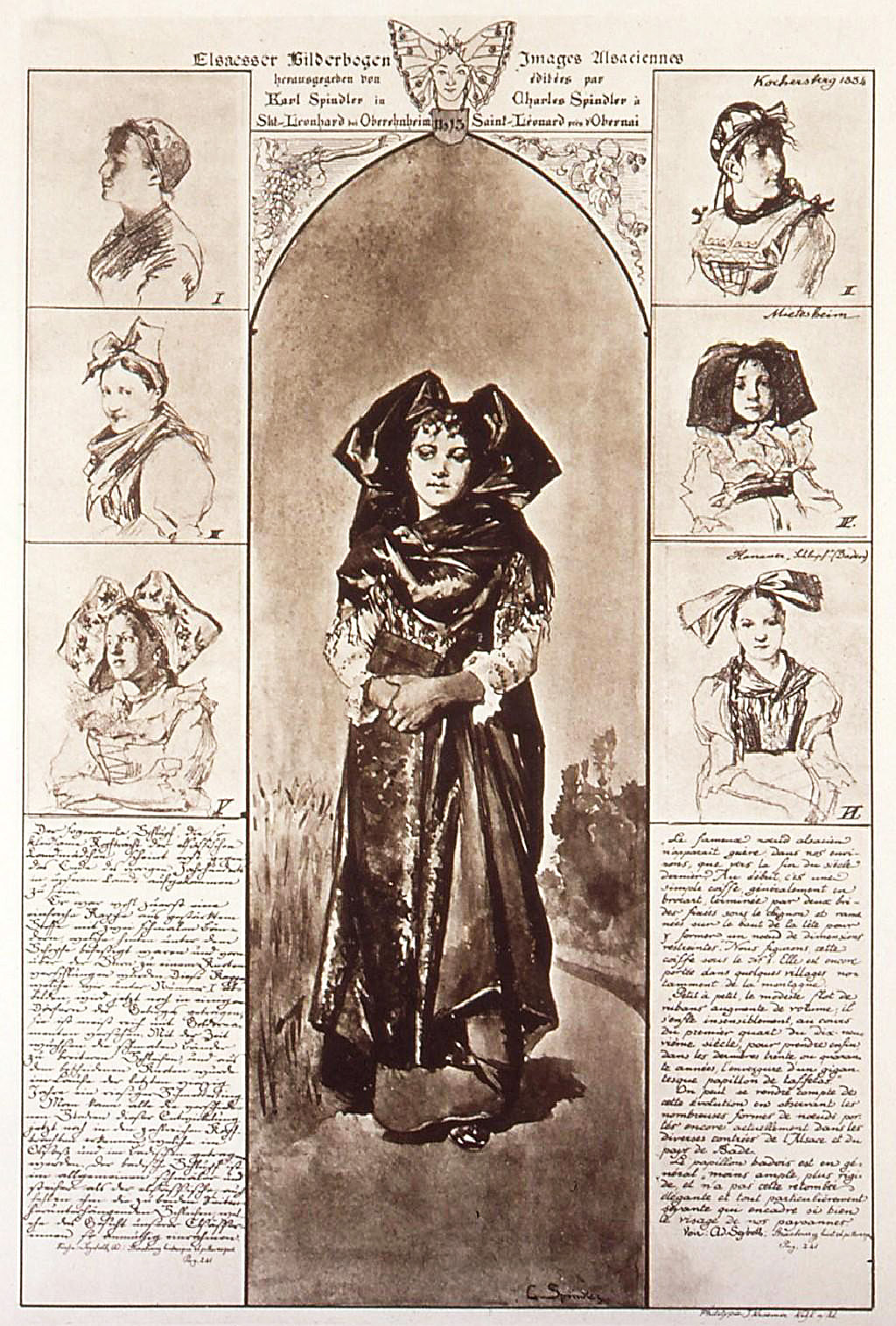
Le Bonnet alsacien (1893).
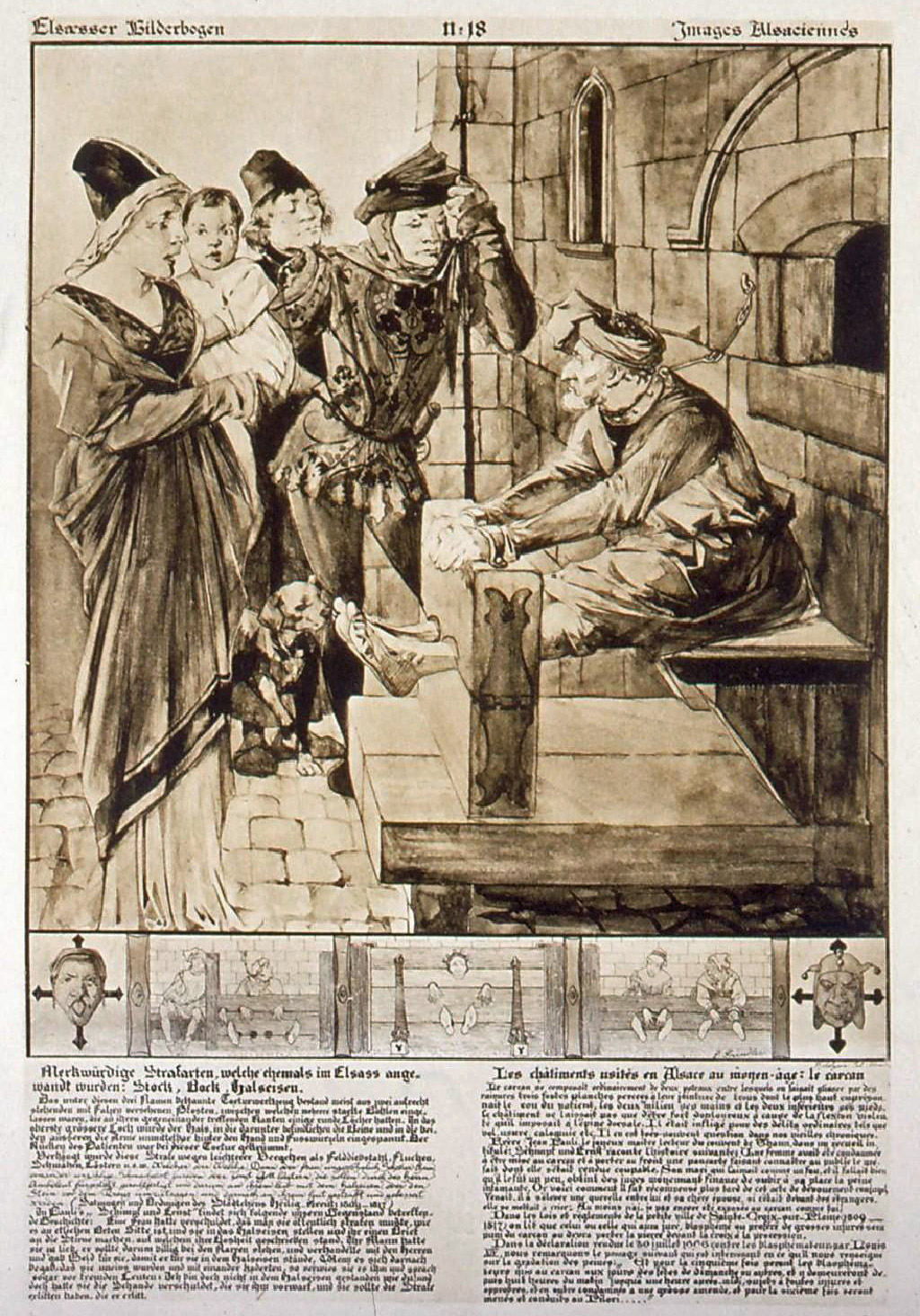
Les Châtiments utilisés en Alsace au Moyen Âge (1893).
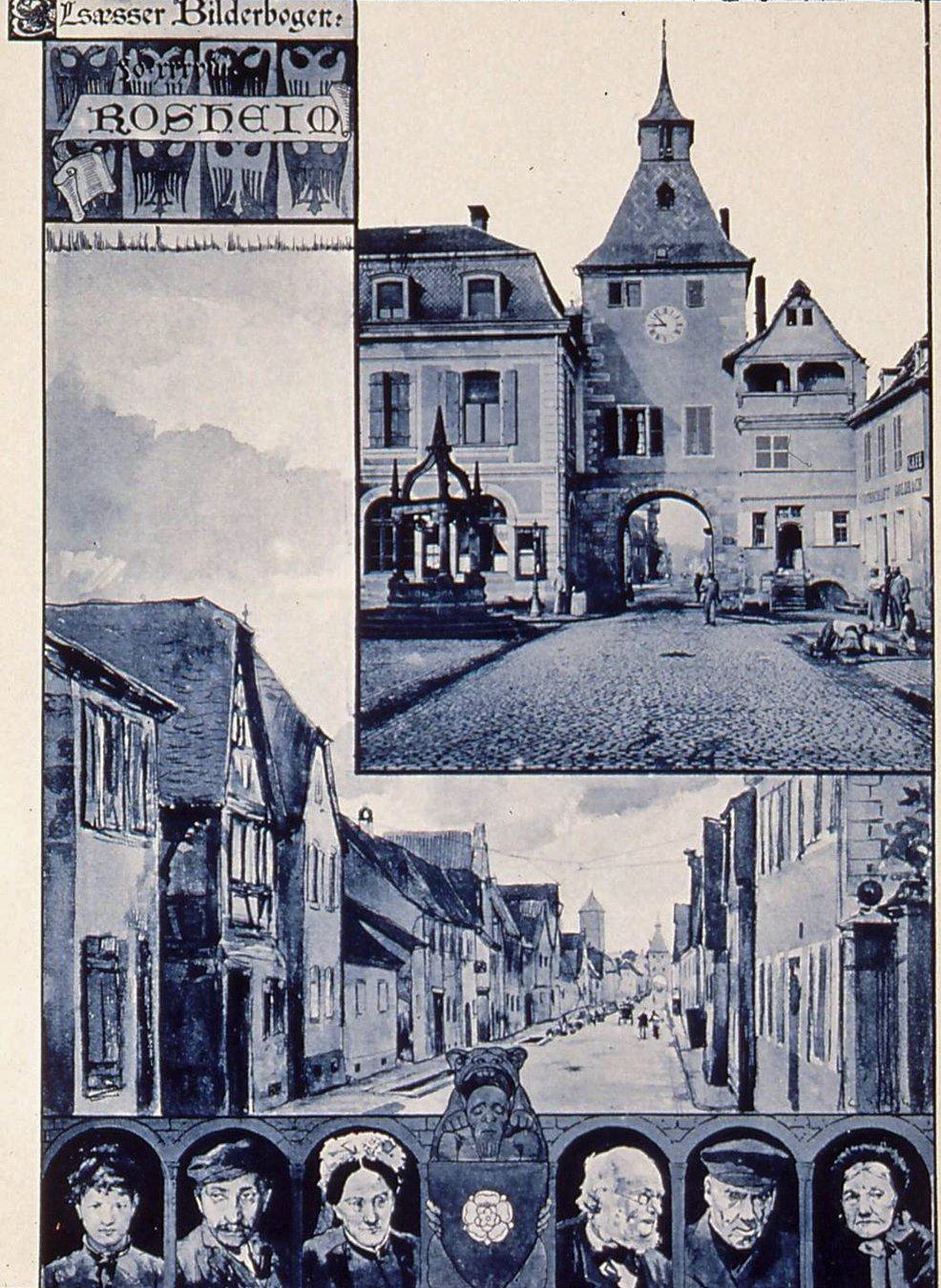
Rosheim (1895).
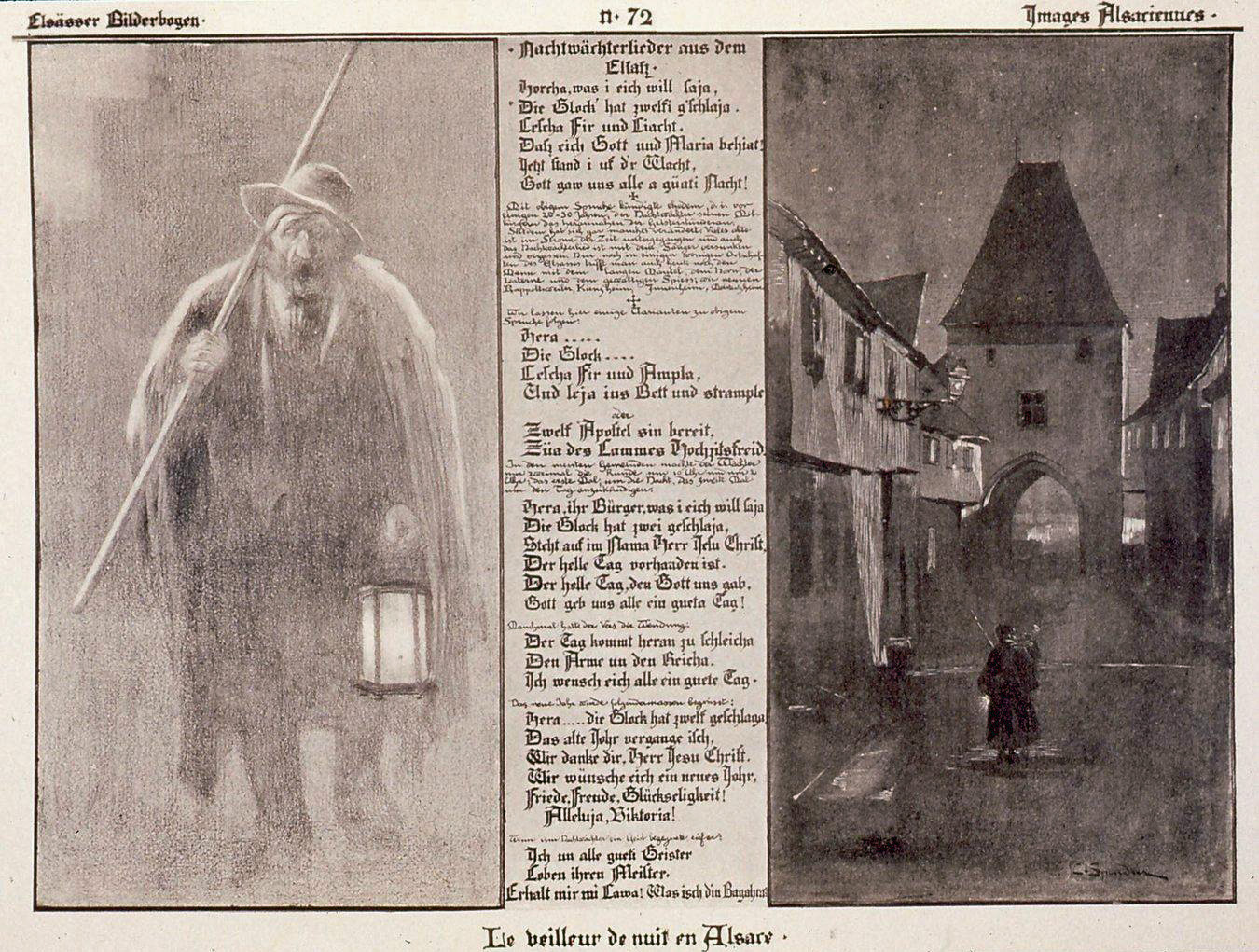
Le Veilleur de nuit en Alsace (1896).

### Costumes et coutumes d'Alsace
En 1902, Charles Spindler illustre l'ouvrage d'Anselme Laugel, Trachten und Sitten im Elsass, réédité en 1975 sous le titre Costumes et coutumes d'Alsace.

Planches extraites des Costumes et coutumes d'Alsace
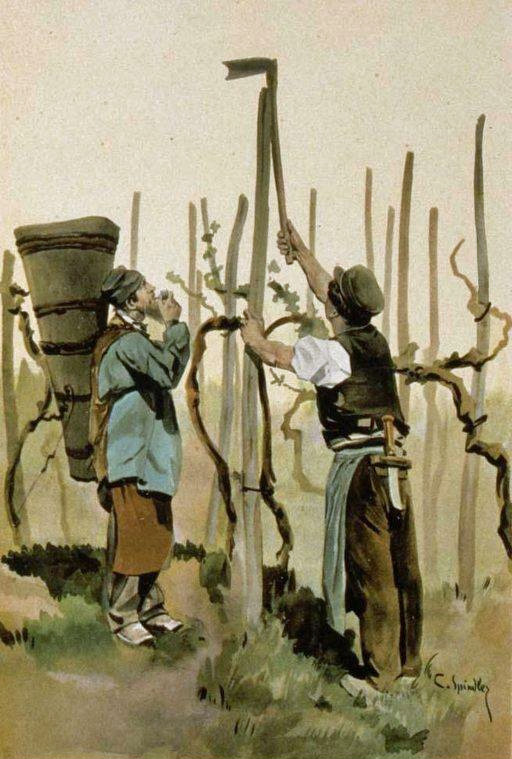
Vignerons (environs d'Obernai).
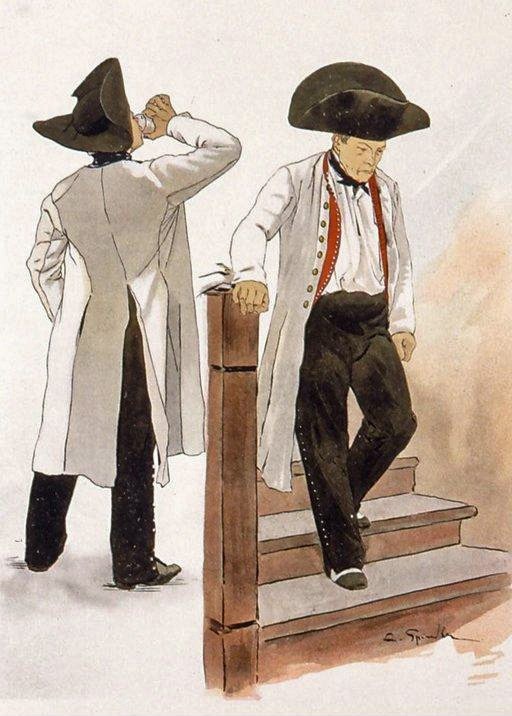
Paysans wissembourgeois en redingote blanche.
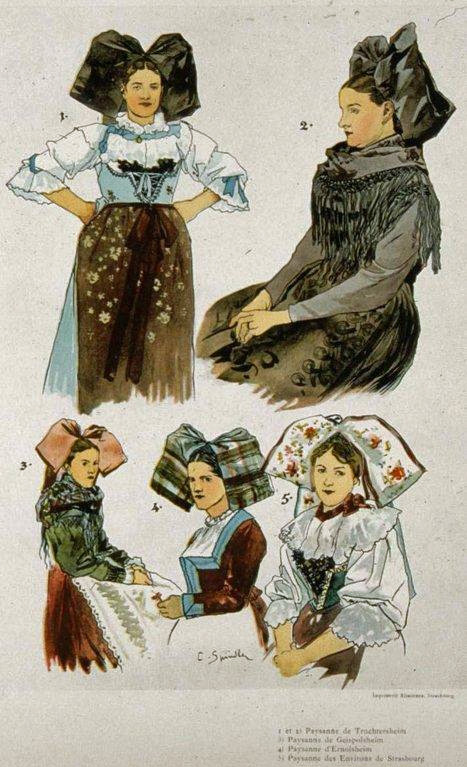
Paysannes de Truchtersheim, Geispolsheim, Ernolsheim et des environs de Strasbourg.
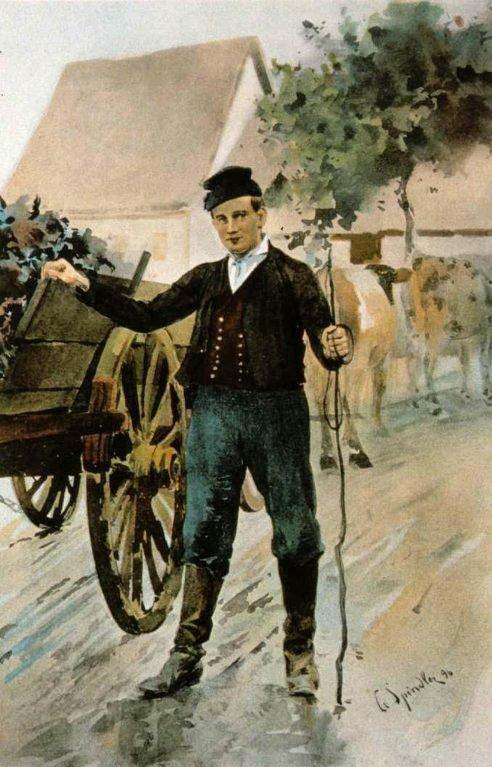
Paysan de Hunspach en costume de travail.
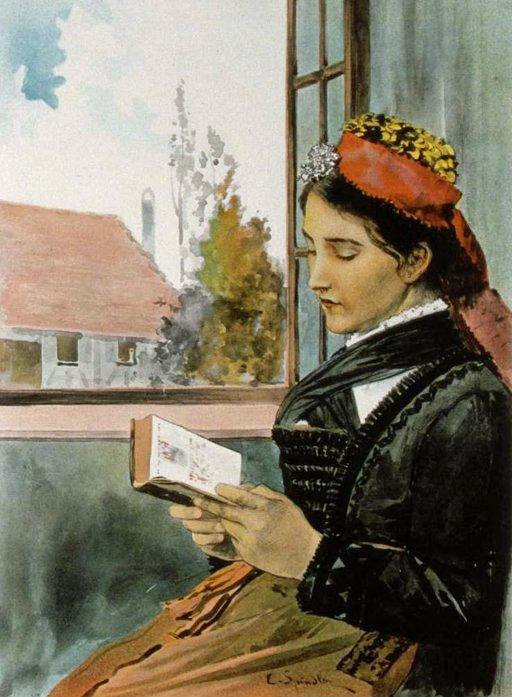
Jeune mariée de Mietesheim.

### Travaux publicitaires

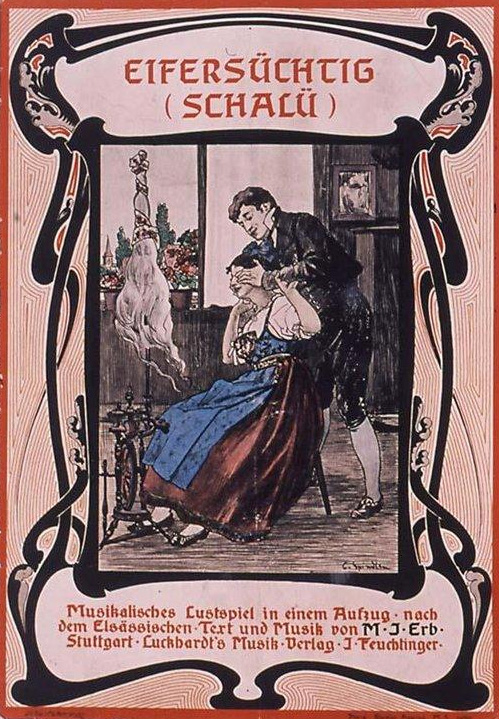
Comédie musicale Eifersuechtig (Schalü), de Marie Joseph Erb.
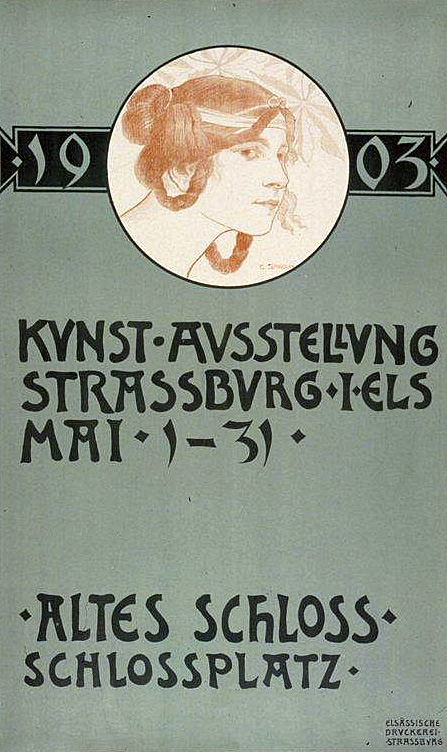
Exposition d'art à Strasbourg (1903).
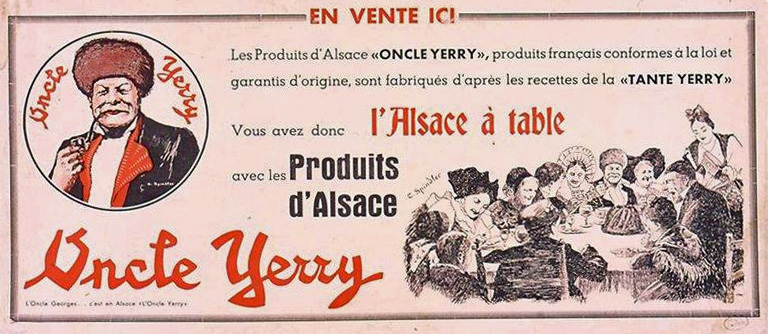
Produits d'Alsace Oncle Yerry (1935).
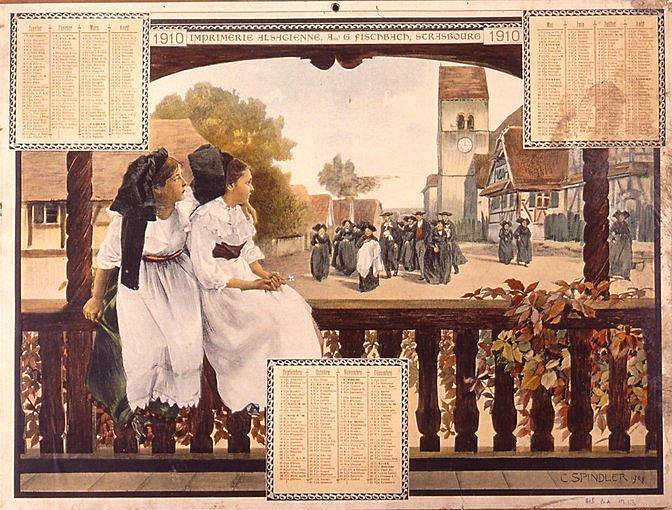
Baptême dans un village d'Alsace du Nord, calendrier (1910).

### Publications
- illustration de Leb'wohl, mein Elsass de Alberta von Puttkamer.
- Émile Straus, Le Théâtre alsacien, illustré par Charles Spindler et Albert Koerttgé, Bibliothèque de la critique, 1901.
- L'Alsace pendant la guerre, préface de André Hallays, vignettes d'après les dessins de l'auteur, Treuttel et Würtz, Strasbourg, 1925, 763 p. ; réédité en fac-similé en 2008, avec des compléments de Jean-Marie Gyss et Michel Loetscher, Nancy, Éditions Place Stanislas, 847 p.  (ISBN 978-2-355-78019-6).
- Ceux d'Alsace : types et coutumes, avec des dessins originaux d'Édouard Elzingre, Éditions des Horizons de France, 1928, 137 p. ; réédité en 2010 sous le titre Ceux d'Alsace : l'hommage d'un artiste aux Alsaciens et à leurs traditions, avec une introduction de François Igersheim et un texte de Barbara Gatineau, Nancy, Éditions Place Stanislas, 220 p.  (ISBN 978-2-355-78055-4).